# Anomalon minimum
Anomalon minimum là một loài tò vò trong họ Ichneumonidae.